# Terre de Oates
La terre de Oates ou côte de Oates est une partie de la région et de la côte de l'Antarctique entre cap Hudson et cap Williams, soit une sous-zone de la terre Victoria.
La partie est de la côte a été découverte par Harry Pennell, commandant du Terra Nova lors de l'expédition Terra Nova. Il la baptisa en l'honneur de Lawrence Oates qui mourut lors de l'expédition. La partie ouest, dont dépend la péninsule de Mawson, fut ensuite cartographiée par l'opération Highjump de 1946-1947, grâce à des prises de vues aériennes.